# Trelebitschkopf
Der Trelebitschkopf (2838 m ü. A.) ist ein Berggipfel der Schobergruppe in Osttirol (Österreich). Er liegt an der Grenze zwischen den Gemeinden Ainet und Nußdorf-Debant.

## Namensherkunft
Der Trelebitschkopf taucht in Urkunden unter anderem als Treliwasch (1525), Tröllwitsch (1660), Trelewitsch (1746) oder Trollewitsch Wand (1774) auf. Der Name geht auf das gleichnamige Almgebiet im hinteren Teil des Debanttals zurück. Namensforscher leiten den Namen aus dem slawischen trebiti (reinigen, roden bzw. die Steine vom Acker sammeln),trebelje (Sumpfkreuzkraut) oder trebelika/trobelika (Rohr, Wasserschierling) ab.

## Lage
Der aus Urgesteinsblöcken aufgebaute Trelebitschkopf liegt im südlichen Zentrum der Schobergruppe zwischen der Kleinen Rotspitze (2869 m ü. A.) im Norden, den Grünleitenköpfen im Osten (2542 m ü. A.) und der Schleinitz (2904 m ü. A.) im Süden, wobei Schleinitz und Trelebitschkopf vom Trelebitschtörl (2726 m ü. A.) getrennt werden. Der Ostgrat des Trelebitschkopf fällt über die Grünleitenköpfe, die Grünleitenscharte und die Trelebitschalm ins Debanttal ab. Südlich des Ostgrats liegt der Trelebitschsee, der über den Trelebitschbach entwässert. Südwestlich befindet sich der Alkuser See, der über den Daberbach ins Iseltal entwässert.

## Aufstiegsmöglichkeiten
Der einfachste Aufstieg auf den Trelebitschkopf verläuft vom Trelebitschtörl, das am schnellsten von Ainet über Oberalkus und die Kunighütte erreicht werden kann. Der Aufstieg vom Trelebitschtörl erfolgt über Schutt und Rinnen am oberen Rand des Kares zum Gipfel. Eine weitere Möglichkeit ist die Besteigung über den Südsüdwestgrat (Schwierigkeitsgrad II). Weitere Varianten stellen der Weg über Grünleitenscharte und Grünleitenköpfe sowie von Norden über die Kleine Rotspitze.